# جنگل‌های مرطوب جنب‌حاره‌ای اوگاساوارا
جنگل‌های مرطوب جنب‌حاره‌ای اوگاساوارا (به لاتین: Ogasawara subtropical moist forests) یک منطقهٔ مسکونی و جنگل در ژاپن است که در Ogasawara Subprefecture واقع شده‌است.